# Rimae Darwin
Rimae Darwin – grupa rowów  na powierzchni Księżyca o średnicy około 143 km. Znajduje się na współrzędnych selenograficznych ☾ 19,3°S 69,5°W/-19,300000 -69,500000. Nazwa tego systemu kanałów została nadana w 1964 roku przez Międzynarodową Unię Astronomiczną i pochodzi od pobliskiego krateru Darwin.